# Michel de Laumur
Michel de Laumur, né à Paris et baptisé (paroisse Saint-Eustache) le 22 février 1730, guillotiné à Paris le 24 mars 1794, est un général de brigade de la Révolution française, impliqué dans les complots contre-révolutionnaires.
Fils de Guy de Laumur, sieur de La porte, et Julienne Le Boucher demeurant rue du Gros-Chenêt. Piqueur du marquis de Livry, le premier maître d’hôtel du roi, il est initié au monde du jeu où il fait ses premières armes et éprouve ses premiers désagréments. Endetté, il n’a pas d’autre choix que de s’exiler et de voyager.

## Officier en Inde
Il arrive en Inde et s’engage comme volontaire en 1753, dans le régiment de Lally, puis est nommé lieutenant en second le 10 novembre 1756. Il fait toutes les campagnes de l’Inde avec d’Aché et Suffren et participe notamment au siège de Mafras où il est blessé. Monté en grade, il devient capitaine d’infanterie puis aide de camp du général Lally-Tollendal, commandant de Calicut. Il se marie richement à Pondichéry le 19 juin 1759, avec Marie-Suzanne Cordier, âgée de dix-neuf ans, fille de Jean Cordier qui « est tué dans l’Inde au service du roi ». Capitaine d’une compagnie d’ouvriers dans la Légion de l’Île-de-France, capitaine au régiment de Bourbon (13/12/1772) puis celui de l’Île-de-France (10/8/1775), il s’installe à l’Île-de-France (Maurice).
Revenu à Paris dans les années 1776, sous le nom de marquis de Laumur, chevalier de Saint-Louis en 1777, il affiche un très grand luxe et fréquente le milieu des banquiers de jeu de la cour. Ayant donné sa démission pour raisons de santé en 1782, il fait valoir ses droits à l’obtention d’une pension qu’il obtient. Il retourne ensuite à l’Île-de-France où il acquiert des plantations et donne sa fille unique en mariage à l’un des nombreux enfants Monneron, Pierre Antoine, banquier. Ce mariage par lequel Laumur se rattache à la grande banque, a lieu à Port-Louis le 21 novembre 1786, et le ménage vient à Paris pendant la Révolution : Monneron est, avec trois de ses frères député à l’Assemblée nationale et membre du comité colonial, et meurt en cours de mandature. 
Acquis aux idées de l’économie libérale, Michel de Laumur est lui aussi venu s’établir à Paris, et il prend un appartement chez M. Bourdet, rue Croix des Petits Champs. Il appartient au groupe de pression des propriétaires coloniaux. Constitutionnel, il est membre du club de Valois et fréquenta la société interlope du Palais-Royal, y retrouvant ses amis le marquis de Travanet et le marquis de Livry, tous les deux anciens banquiers de jeux de la cour et devenu des membres de la Bande noire. Il ne peut manquer de rencontrer aussi Maximilien Radix de Sainte-Foix à qui il aurait offert ses services.

## Laumur et les ministres de la Guerre Dumouriez et Pache
Quand le général Dumouriez obtient de Louis XVI le ministère des affaires étrangères puis celui de la guerre, il fait nommer Laumur lieutenant colonel du 5e Régiment d’Infanterie, et son premier aide de camp lorsque Dumouriez entame la campagne de Belgique. Le 18 novembre 1792, Dumouriez insiste auprès de Jean-Nicolas Pache, nouveau ministre de la Guerre, pour que son protégé obtienne le grade de maréchal de camp, mais il doit attendre.
Fin 1792, Laumur songe à retourner en Inde et, croyant pouvoir partir, il va "embrasser son ami et son général, Dumouriez". Il a déjà obtenu le commandement de la place de Karikal et, toujours grâce à Jean-Nicolas Pache qui place les aristocrates à des postes clés, il obtient comme prévu, d’être nommé gouverneur de Pondichéry le 3 janvier 1793. Une intervention de Gaspard Monge - ministre de la Marine et des colonies placé par son ami Pache - en sa faveur le 8 mars 1793, lui permet enfin d’obtenir la nomination tant attendue de général de brigade pour être employé dans les colonies. Mais par suite de la mort de Louis XVI et l’entrée en guerre de la Russie, puis de l’Angleterre, de la Hollande et de l’Espagne les projets de commandement en Inde tournent court.
Converti aux thèses de l’exagération révolutionnaire, il feint de désavouer le général Dumouriez après sa défection. Au mieux avec les banquiers du quartier Vivienne, la société créole de Paris (Hosten, Monneron, etc.) et les banquiers de jeu du Palais-Royal, Laumur qui partagent leurs intérêts, semble avoir joué un rôle d’intermédiaire ou de coordonnateur entre eux et les administrateurs du ministère de la Guerre qu’il côtoie dans les bureaux de la Guerre.
On le voit aussi bien aux Cordeliers que dans l’entourage de Pache et autres hauts fonctionnaires du ministère de la Guerre, avec le général Philippe Ronsin également, lequel s’est prodigieusement enrichi depuis le 10 août 1792, et sans doute pas seulement avec sa solde. Or le soir venu, Laumur retrouve sa société d’origine, la sienne, celle de ses deux amies créoles, Mmes d’Eprémesnil et de Bonneuil, qui le reçoivent à des soirées dansantes, rue Neuve-Sainte-Catherine où, paraît-il, on se réjouit des revers de l’armée républicaine.
Un jour, rue Grange-Batelière, Michel de Laumur rencontre le ci-devant comte Raymond de Verninac, ministre de la République en Suède et gendre de Caron de Beaumarchais. Il lui parle imprudemment de l’insurrection projetée au club des Cordeliers et de l’intention des insurgents de nommer un Grand Juge qui devait être Jean-Nicolas Pache. Michel de Laumur est donc bien initié au secret de la grande conspiration des exagérés dont le but est de renverser la Convention sinon de l’épurer drastiquement.

## Au Tribunal révolutionnaire
Laumur est arrêté le 23 ventôse an II, pour avoir été cité dans l’instruction du procès des Exagérés. Renvoyé avec eux au Tribunal révolutionnaire, il est condamné à mort. Il semble que l’élément probant de cette condamnation émane du ci-devant comte de Verninac qui est assigné par Fouquier-Tinville comme témoin. Pour éviter des ennuis, il rend compte des confidences que Laumur lui a faites : «…il dit que, s’étant entretenu avec l’accusé de la séance des Cordeliers, et lui ayant demandé la raison pour laquelle on avait voilé les Droits de l’Homme, Laumur lui avait répondu : « Ils veulent établir un grand juge, et c’est Pache qu’ils désignent : il s’agirait d’abattre cinq ou six têtes… » »
Il monte à l’échafaud avec les Hébertistes. On dit que, quand il est sur la plate-forme, Vincent et Ronsin dirent à son sujet : « Sans la maladresse de ce jean-foutre là (entendre au sens de « lâche »), nous aurions cependant réussi ! »
(papiers AN, W514)